# Hypanthidium costaricense
Hypanthidium costaricense is een vliesvleugelig insect uit de familie Megachilidae. De wetenschappelijke naam van de soort is voor het eerst geldig gepubliceerd in 1917 door Heinrich Friese.